# (22306) 1990 SF4
1990 أس أف 4 (ويعرف أيضًا باسم (22306) 1990 أس أف 4 وفق تسمية الكوكب الصغير) (بالإنجليزية: 1990 SF4)‏ هو كويكب ضمن حزام الكويكبات؛ وترتيبه 22306 من حيث الاكتشاف.
اكتُشف هذا الجُرم الفلكي بواسطة كينيث جاي لورانس في 23 سبتمبر 1990.

## وصلات خارجية
- (22306) 1990 SF4 في قاعدة بيانات مختبر الدفع النفاث لأجرام النظام الشمسي الصغيرة

- الاكتشاف · مخطط المدار ·  العناصر المدارية · المعلمات المادية

- (22306) 1990 SF4 على موقع ويكي سكاي: DSS2, SDSS, GALEX, IRAS, Hydrogen α, X-Ray, Astrophoto, Sky Map, Articles and images